# Lascellas-Ponzano
Lascellas-Ponzano es un municipio de la comarca del Somontano de Barbastro, en la provincia de Huesca (España). Está formado por las localidades de Lascellas y Ponzano. Situado entre el río Alcanadre y el arroyo de La Clamor, en la carretera Huesca-Barbastro, es la puerta de entrada al Somontano.
Está emplazado a 34 km de Huesca y a 20 km de Barbastro.

## Lugares de interés
Lascellas cuenta con las ermitas de San Miguel y San Antón restauradas recientemente gracias a la ayuda del pueblo y de la asociación "Amigos de San Antón".
En Ponzano se encuentra la ermita de San Román.

## Fiestas
En Ponzano, San Román, 18 al 21 de noviembre. En Lascellas, San Antón, 17 al 19 de enero. Durante el día de Ntra. Sra. La Purísima, 8 de diciembre, tiene lugar en Lascellas el Desfile de los Descalzos por una promesa realizada a favor de la desaparición de la peste en la Edad Media.

## Administración y política
| Período             | Alcalde                                        | Partido    |  |
| ------------------- | ---------------------------------------------- | ---------- |  |
| 1979-1982 1982-1983 | Mariano Cabrero Agón Antonio Cosculluela Campo | Ind.       |  |
| 1979-1982 1982-1983 | Mariano Cabrero Agón Antonio Cosculluela Campo | Ind.       |  |
| 1983-1987           |                                                |            |  |
| 1987-1991           |                                                |            |  |
| 1991-1995           |                                                |            |  |
| 1995-1999           |                                                |            |  |
| 1999-2003           |                                                |            |  |
| 2003-2007           |                                                |            |  |
| 2007-2011           | Félix Borruel Ribarés                          | PAR        |  |
| 2011-2015           | Félix Borruel Ribarés                          | PAR        |  |
| 2015-2019           | Félix Borruel Ribarés                          | PAR        |  |
| 2019-2023           | Alfredo Pallas Guiral                          | Ciudadanos |  |

| Partido político    | Partido político                                   | 2003   | 2007   | 2011   | 2015   |
| Partido político    | Partido político                                   | Ediles | Ediles | Ediles | Ediles |
|                     | Partido Aragonés (PAR)                             | —      | 2      | 3      | 3      |
|                     | Partido de los Socialistas de Aragón (PSOE-Aragón) | —      | 2      | 1      | 1      |
|                     | Chunta Aragonesista (CHA)                          | 1      | —      | —      | 1      |
|                     | Partido Popular de Aragón (PP)                     | 4      | 1      | 1      | —      |
| Total de concejales | Total de concejales                                | 5      | 5      | 5      | 5      |

## Geografía humana

### Demografía
| Gráfica de evolución demográfica de Lascellas entre 1842 y 1960 |
| |
| Población de derecho según los censos de población del INE Población de hecho según los censos de población del INEEntre el censo de 1970 y el anterior, este municipio desaparece porque se agrupa en el municipio 22141 (Lascellas Ponzano) |

Cuenta con una población de 139 habitantes (INE 2024).
| Gráfica de evolución demográfica de Lascellas Ponzano entre 1970 y 2021 |
| |
| Población de derecho según los censos de población del INE Población de hecho según los censos de población del INEEntre el censo de 1970 y el anterior, aparece este municipio porque se fusionan los municipios 22587 (Lascellas) y 22610 (Ponzano) |

| 1900 | 1950 | 1970 | 1978 | 1991 | 1998 | 2005 |
| ---- | ---- | ---- | ---- | ---- | ---- | ---- |
| 976  | 489  | 286  | 245  | 183  | 164  | 166  |